# Mister Hula Hoop
Mister Hula Hoop (The Hudsucker Proxy) è un film del 1994 diretto e prodotto da Joel ed Ethan Coen, scritto dai due fratelli con Sam Raimi, e interpretato da Tim Robbins, Jennifer Jason Leigh e Paul Newman. La pellicola, finanziata con un budget di circa 40.000.000 di dollari dalla Silver Pictures insieme a PolyGram Filmed Entertainment e Working Title Films, e distribuita dalla Warner Bros., è la prima grande produzione dei fratelli Coen dopo i successi ottenuti con titoli dal budget più modesto come Arizona Junior e Barton Fink - È successo a Hollywood. Il film, rivelatosi un insuccesso commerciale, è stato presentato in concorso al 47º Festival di Cannes.

## Trama
1958. Norville Barnes, giovane neolaureato di Muncie, Indiana, arriva a New York per cercare lavoro. L'unico che trova è come addetto alla posta delle industrie Hudsucker, il cui fondatore e presidente si è appena suicidato gettandosi dal 45º piano nonostante l'enorme successo dell'azienda.
Il consiglio di amministrazione, ritenendo che il pacchetto azionario del defunto presidente verrà posto in vendita, decide di fare crollare il valore delle azioni per poi ricomprarle a basso prezzo e, per favorire l'operazione di aggiotaggio, decide di nominare un presidente fantoccio (un proxy, procuratore, da cui il titolo originale del film). La scelta cade sull'ingenuo Barnes, spedito a consegnare una "lettera blu" a Sidney Mussburger, subdolo manovratore dell'intero consiglio. Amy Archer, intraprendente giornalista, cerca di scoprire chi sia veramente il nuovo presidente e circuisce Barnes facendosi assumere come segretaria. I suoi primi articoli ritraggono Barnes come un perfetto idiota e le azioni, come previsto da Mussburger, crollano. Barnes, però, lasciato libero d'agire, fa produrre l'invenzione che da tre anni tiene in serbo: l'hula hoop.
La Archer comprende lentamente che Barnes non è sprovveduto come sembra e se ne innamora mentre l'hula hoop ha un successo planetario. Mussburger e il consiglio decidono di rimuovere Barnes, il quale si inebria del suo successo e diventa arrogante ed egoista. Abbandonato da Amy, che gli rinfaccia il cambiamento da giovane entusiasta a presuntuoso arricchito, Barnes subisce l'accusa di avere rubato l'idea dell'hula hoop all'ascensorista Buzz, da poco licenziato dallo stesso Barnes dopo avergli proposto l'invenzione della cannuccia pieghevole.
L'accusa è orchestrata da Mussburger in combutta col giornale della Archer (di cui Barnes e Mussburger scoprono la vera identità) la quale, sapendo la verità, tenta di scuotere un Barnes depresso e ubriaco, sul cui capo pesa l'allontanamento dalla società.
È la notte di Capodanno e Barnes, rincorso per le vie di New York da una folla guidata da Buzz, si rifugia nel palazzo Hudsucker e tenta il suicidio gettandosi dalla finestra. Decide di cambiare idea, ma mentre sta rientrando in ufficio, scivola sul cornicione e precipita. Il volo dal 44º piano si interrompe bruscamente quando gli ingranaggi dell'orologio Hudsucker vengono bloccati dall'anziano custode Moses: il tempo della Hudsucker è il tempo di tutti. Dal cielo scende in veste d'angelo il defunto Hudsucker, che invita Barnes a consegnare l'indomani a Mussburger la "lettera blu" dimenticata nella tasca del grembiule: questa contiene le ultime volontà del vecchio presidente che, prevedendo le mosse che si sarebbero poi effettivamente verificate, assegna al suo successore tutti i titoli azionari e dà, così, una seconda opportunità a Barnes, il quale ritorna da Amy e riprende le redini dell'azienda inventando il frisbee.

## Produzione
- La prima versione della sceneggiatura è stata scritta dai fratelli Coen e da Sam Raimi tra il 1981 e il 1985. Con il successo di critica ottenuto nel 91 da Barton Fink - È successo a Hollywood, i due fratelli erano alla ricerca di un progetto sostenuto da un grande studio e concepito per un pubblico mainstream. I Coen fecero circolare di nuovo la sceneggiatura che finì tra le mani di Joel Silver (produttore del franchise di Arma letale), che opzionò il progetto e mise in piedi il film facendosi finanziare dalla Warner Bros. e da altre case di produzione per il mercato estero. I due registi e Sam Raimi, in breve tempo, sistemarono lo script aggiornandolo nella sua forma finale.
- Il produttore Joel Silver, da sempre fan dei fratelli Coen, concesse ai due cineasti il totale controllo creativo del progetto. Alla fine della produzione, il budget del film è stato stimato intorno ai 40.000.000 di dollari.
- Le riprese cominciarono il 30 novembre 1992 e terminarono il 18 marzo del 1993.
- Joel Silver voleva Tom Cruise per la parte di Norville Burnes ma i fratelli Coen insistettero per avere Tim Robbins.
- Su insistenza della Warner Bros., che per la parte di Sidney J. Massburger voleva un nome importante, i Coen contattarono inizialmente Clint Eastwood che rifiutò il ruolo perché già impegnato in un altro progetto. La parte venne in seguito data a Paul Newman.
- Attrici importanti come Bridget Fonda e Winona Ryder si candidarono per interpretare la giornalista Amy Archer ma la parte venne data a Jennifer Jason Leigh, già provinata dai fratelli Coen per Crocevia della morte e Barton Fink. L’attrice, per interpretare il ruolo si è ispirata a grandi star degli anni 30’ e 40’ come Katharine Hepburn e Rosalind Russell.
- Come per tutti gli altri film girati dai due fratelli tra il 1983 e il 2003, Joel ha firmato la regia ed Ethan la produzione, anche se in realtà hanno fatto tutto a quattro mani.
- Sam Raimi, oltre a scrivere la sceneggiatura con i fratelli Coen, ha anche diretto la seconda unità del film ed è apparso in un breve cameo in silhouette.
- Il film fu girato negli studi cinematografici della Carolco a Wilmington, in Carolina del Nord.
- Bruce Campbell, l’attore feticcio di Sam Raimi, nel film interpreta, con stile ironico da divo del passato, il giornalista cialtrone e belloccio Smitty. Campbell, che aveva già collaborato con i Coen per il teaser trailer di Blood Simple e in I due criminali più pazzi del mondo, era stato preso in considerazione anche per un ruolo in Barton Fink.
- Sono molto numerosi i ruoli cameo interpretati nel film da attori famosi e personaggi conosciuti: Steve Buscemi, Peter Gallagher, Jon Polito, Mike Starr, John Goodman, la Playmate Anna Nicole Smith, i registi Sam Raimi e Todd Alcott, e il montatore premio Oscar Thom Noble.

## Accoglienza

### Incassi
Mister Hula Hoop venne distribuito nelle sale cinematografiche degli Stati Uniti l’undici marzo 1994 incassando solo $2.816.518 a fronte di un budget di $25 milioni, poi salito a $40 milioni per la lunga post-produzione e il lancio pubblicitario. Il film è uscito al cinema in Italia il 12 maggio 1994 piazzandosi al n. 51 nella classifica del box office 1993-94, ed è stato, a tutti gli effetti, un flop a livello mondiale.

### Critica
Mister Hula Hoop ebbe recensioni discordanti da parte dei critici cinematografici. Sul sito Rotten Tomatoes ha ottenuto una valutazione media del 57% basata su 42 recensioni, con un punteggio medio di 6,27/10.

## Collegamenti con altre pellicole
- I fratelli Coen e Sam Raimi nello scrivere la sceneggiatura si sono ispirati a diversi classici del periodo d’oro di Hollywood: dai film di Frank Capra (La vita è meravigliosa) e di Preston Sturges (Un colpo di fortuna), fino a La signora del venerdì di Howard Hawks.
- John Goodman viene accreditato nei titoli come Karl Mundt, ossia il nome del personaggio da lui interpretato in Barton Fink, il precedente film dei fratelli Coen.
- L'angelo Hudsucker canticchia la medesima canzone che cantano i protagonisti di Arizona Junior, altro film dei Coen, dopo il rapimento del bambino.
- Sempre in Arizona Junior appaiono dei grembiuli con la scritta Hudsucker Industries. Sono gli stessi grembiuli indossati durante il lavoro in fabbrica nella prima parte di Mister Hula Hoop.